# 62丁目/ニュー・ユトレヒト・アベニュー駅
62丁目/ニュー・ユトレヒト・アベニュー駅（62ちょうめ/ニュー・ユトレヒト・アベニューえき、英: 62nd Street/New Utrecht Avenue）はニューヨーク市地下鉄の複合駅で、堀割に設けられたBMTシー・ビーチ線ニュー・ユトレヒト・アベニュー駅と高架上に設けられたBMTウェスト・エンド線62丁目駅が駅舎を共有している。ブルックリン区ベンソンハーストのニュー・ユトレヒト・アベニュー - 62丁目の交差点にあり、終日D系統（ウェスト・エンド線）およびN系統 （シー・ビーチ線）が停車する。また、ラッシュ時にはW系統も停車する。
1910年代に両線が地下鉄化されるまでは、この場所はバス・ジャンクション（Bath Junction）と呼ばれており、ここで両線が接続されてシー・ビーチ線の列車がウェスト・エンド線を通ってコニー・アイランド駅まで乗り入れ、ブルックリン橋やマンハッタン中心部にあった高架鉄道ターミナルのパーク・ロウ駅との間を結んでいた。

## 歴史
バス・ジャンクションは現在駅が建っている場所の近く（ニュー・ユトレヒト・アベニュー - 62丁目交差点付近の地上）にあった。ニューヨーク & シー・ビーチ鉄道（New York & Sea Beach Railway, NY&SB）とブルックリン・バス・コニーアイランド鉄道（Brooklyn, Bath Cony Island Railroad, BB&CI）が接続することから、NY&SBはバス・ジャンクションと呼び、BB&CIはシー・ビーチ・ジャンクションと呼んでいたが、そのうち名前が統一されてバス・ジャンクションとなった。
バス・ジャンクションには両線の渡り線が用意されており、NY&SBの列車がBB&CIの線路を通ってブルックリンまで乗り入れることもできた。さらに9番街駅でBMTカルバー線と合流し、その先でBMT5番街線およびBMTマートル・アベニュー線とも接続していた。
その後、両線ともブルックリン・マンハッタン・トランジットの地下鉄路線として建て直されることになり、バス・ジャンクションの名前は使われなくなった。接続線は、たとえ（非現実的ではあるが）ウェスト・エンド線が単独でマンハッタンまで乗り入れできるようになるとしても必要性が乏しくなったため、ウェスト・エンド線は高架線、シー・ビーチ線は堀割線に振り分けられた。そして、両線の乗り換えができるよう多層構造の複合駅が作られたのである。
2015年よりエレベーター4基の設置工事が開始され、2017年11月より両線間の改札内連絡通路が閉鎖、その後しばらくは改札外での無料乗換となっていた。2019年7月にエレベーターの設置が完了し、改札内連絡通路も供用が再開された。

## 駅構造
| 2F ウェスト・エンド線ホーム | 北行緩行線                                 | ← ノーウッド-205丁目駅行き（55丁目駅）                                                                  |
| 2F ウェスト・エンド線ホーム | 島式ホーム、到着番線に応じた側のドアが開く | |
| 2F ウェスト・エンド線ホーム | 混雑方向 急行線                            | ← 定期列車なし （北行：9番街駅/南行：ベイ・パークウェイ駅）                                             |
| 2F ウェスト・エンド線ホーム | 島式ホーム、到着番線に応じた側のドアが開く | |
| 2F ウェスト・エンド線ホーム | 南行緩行線                                 | → ウェスト・エンド線経由スティルウェル・アベニュー駅行き（71丁目駅）→                                   |
| 1F                          | 改札階                                     | 改札、駅員詰所、メトロカード自動券売機                                                                  |
| G                           | 地上階                                     | 出入口                                                                                                  |
| B1 シー・ビーチ線ホーム     | 相対式ホーム、右側ドアが開く               | 相対式ホーム、右側ドアが開く                                                                            |
| B1 シー・ビーチ線ホーム     | 北行緩行線                                 | ← アストリア-ディトマース・ブールバード駅行き（フォート・ハミルトン・パークウェイ駅）                   |
| B1 シー・ビーチ線ホーム     | 北行急行線                                 | → 定期列車なし                                                                                          |
| B1 シー・ビーチ線ホーム     | 南行急行線                                 | → 路盤のみ                                                                                              |
| B1 シー・ビーチ線ホーム     | 南行緩行線                                 | → シー・ビーチ線経由スティルウェル・アベニュー駅行き（18番街駅）→ ラッシュ時：86丁目駅行き（18番街駅）→ |
| B1 シー・ビーチ線ホーム     | 相対式ホーム、右側ドアが開く               | |

## BMTウェスト・エンド線

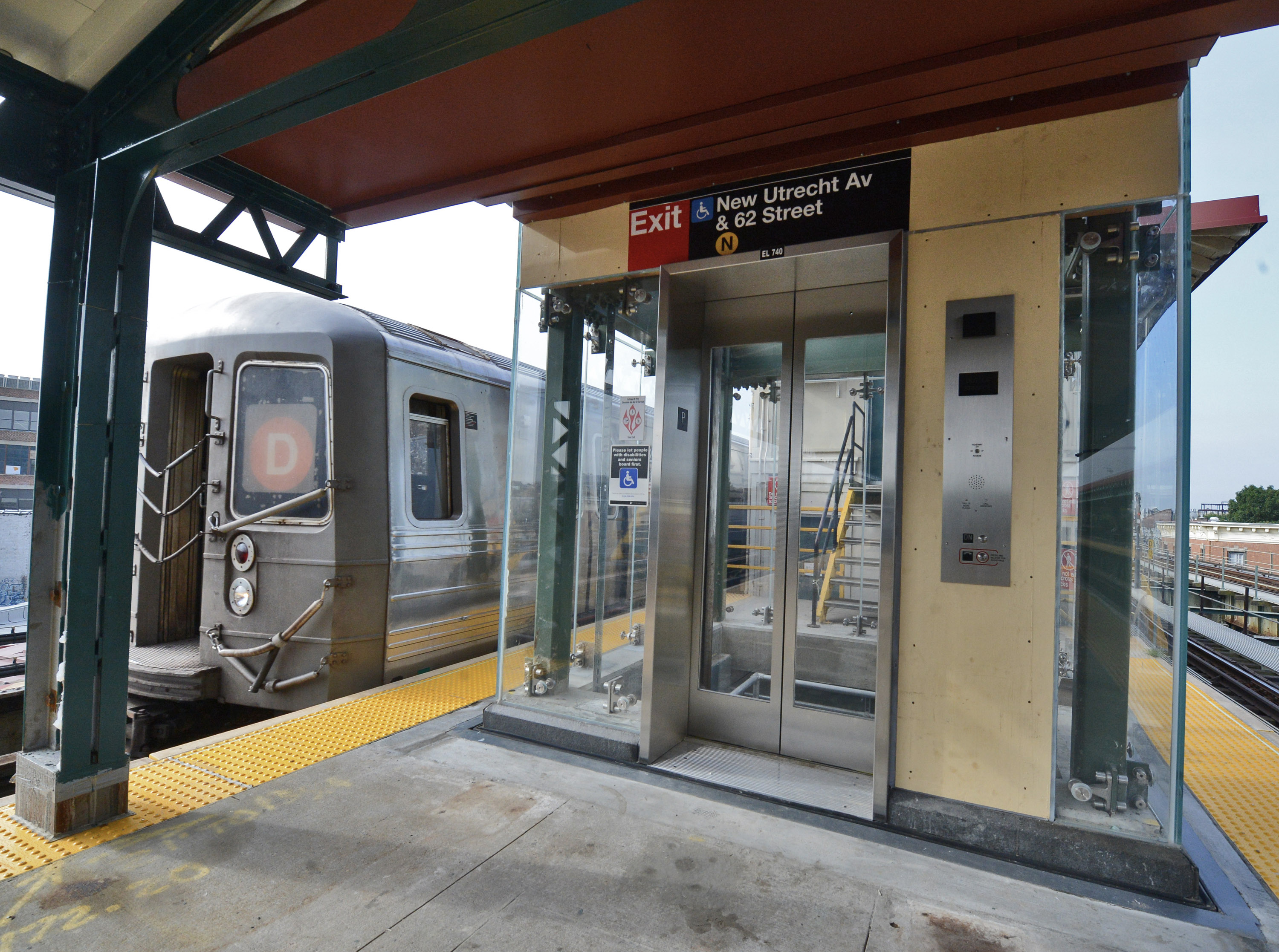
新設されたエレベーター

62丁目駅（62ちょうめえき、英語: 62nd Street）はBMTウェスト・エンド線の急行停車駅で、1916年6月24日にウェスト・エンド線の初期開業区間の終端駅として開業した。
島式ホーム2面3線を有し、中央の急行線は経路変更や営業外運行（回送など）にのみ使われる。改札は2か所あり、終日営業しているのは駅北端の62丁目側改札で、BMTシー・ビーチ線への乗り換え口にもなっている。駅南端の60丁目側改札は時間営業だが、こちらは1971年の映画『フレンチ・コネクション』の有名な追跡シーンの最後に登場した。現在では改装されて自動改札機が設置されている。以前は有人改札があった場所は、現在ではほとんど何もない空間になっていうる。メザニンの窓と照明は新しくなり見栄えもよくなったが、通りからメザニンに上がる階段には未だに木の踏板が残っている。BMTシー・ビーチ線の駅舎左側には新聞スタンドとドア2か所が設けられた。2010年10月から2012年5月まで改修工事が行われ、改札が2か所新設されホームの屋根やホーム縁が新しくなり、側壁や梁の再塗装も行われた。
北側エントランスはニュー・ユトレヒト・アベニューを背にして建っている。また、62丁目からも見えるが、その手前にMTAの所有地があって通りからは隔てられている。この土地はバス転回場やMTAの保線係員などの職員用駐車場になっている。エントランスから階段で駅舎2階に上がると、シー・ビーチ線ホームの西端に出られる。

## BMTシー・ビーチ線
ニュー・ユトレヒト・アベニュー駅（New Utrecht Avenue）は相対式ホーム2面4線をもつBMTシー・ビーチ線の駅である。ホームは駅の北側にメイン階段を越えて延びている。駅の大部分は掘割に設けられており、ホーム両端はトンネルにかかっている。ホーム北端には2本の階段があり、終日営業の有人改札に出ることができ、ここから高架上のBMTウェスト・エンド線に乗り換えることができる。15番街-63丁目にあるホーム南端には自動改札機が設けられている（かつては有人改札もあった）。ホーム北端の階段の壁には変わった煉瓦があるが、これはホーム延長時に階段を作り直したときの名残である。開業当時のエントランスには1本しかホーム行き階段がなかったが、ホーム延長時に煉瓦の壁を設けて階段をT字型に作り直したのである。ホームのこの部分は2005年にアメリカ合衆国国家歴史登録財に指定された。
シー・ビーチ線の9駅を改修する計画があり、当駅もマンハッタン方面ホームが2016年1月18日から2017年5月22日まで改修された。2017年7月31日からはコニー・アイランド方面ホームの改修工事が行われ、2019年7月1日に終了した。